# Canal Escalda-Rin
El Canal Escalda-Rin és un canal de Bèlgica i dels Països Baixos que fa part de l'enllaç Escalda-Rin que connecta el port d'Anvers amb el port de Rotterdam. Té una llargada de 35 km dels quals 5,002 km al territori belga. Forma l'eix principal de la connexió de l'Escalda al nord de França, els ports d'Anvers, de Rotterdam, i via el Rin cap a la Regió del Ruhr i Basilea. Té una capacitat d'embarcacions fins a 10.000 tones, i cada any hi passen unes 115.000 embarcacions commercials.
Va caldre quasi un segle de negociacions fins que els Països Baixos i Bèlgica van concloure 13 de maig del 1963 el Tractat Escalda-Rin, per a la connexió lliure d'Anvers amb el Rin. Els neerlandesos van temporitzar per tal de limitar la concurrència belga als seus ports.
Tot i trobar-se majorment al territori neerlandès, per ser molt important per al desenvolupament del port d'Anvers, l'estat belga va pagar gairebé 90% del cost de les obres al territori neerlandès. El cost de 9.500 milions de francs de 1975, que equivaldrien a uns 1036 milions d'euros de 2024.
És un dels rars canals al món que travessa un braç de riu, l'Escalda oriental, entre dos dics. La pesca esportiva és autoritzada des de les ribes a condició de comprar una llicència. La majoria de les espècies són peixos de riu, tot i peixos de mar i d'aigua salabrosa s'hi troben també: madrilletes, bremes, lucioperques carpes perques de riu, mugílids, planes, anguiles.

## Rescloses
Les rescloses tenen dues funcions: vèncer el desnivell i evitar que l'aigua dolç i l'aigua de mar es mesclin. La resclosa de Volkerak de fet és un complex de tres rescloses per a la navegació comercial, quatre rescloses de desguàs i una resclosa per a la navegació esportiva. Per tal de respondre a la densitat del trànsit, una quarta resclosa per la navegació va ser anunciada el 2013, però el 2023 aquest projecte va ser ajornat sine die i el pressupost reservat va ser atribuït a altres obres de gran manteniment.
| Rescloses  | Rescloses | Rescloses | Rescloses | Rescloses      | Rescloses   | Rescloses        |
| ---------- | --------- | --------- | --------- | -------------- | ----------- | ---------------- |
| Localitat  | llargada  | amplada   | calat     | alçària llibre | desnivell   | Imatge           |
| Kreekrak 1 | 235,00 m  | 24,00 m   | 4,30 m    | 9,10 m         | 1,20-1,50 m | Kreekrak 1       |
| Kreekrak 2 | 235,00 m  | 24,00 m   | 4,30 m    | 9,10 m         |             |                  |
| Volkerak   | 329 m     | 24,10 m   | 6,25m     | - m            | - m         | ©Rijkswaterstaat |